# 七転八起☆至上主義!
「七転八起☆至上主義!」（しちてんはっきしじょうしゅぎ）は、KOTOKOの9枚目のシングル。2007年10月17日にジェネオンエンタテインメントから発売された。

## 概要
発表当初は「七転八倒☆至上主義!」という曲名であったが、2007年9月上旬に曲名が変更された。しかし、「Yahoo!動画」や「oricon style」のウェブサイトにてしばらくPVを配信していたが、その時に表示されていたタイトルが「七転八起☆至上主義!」となっていた。
通常版と初回限定盤の同時発売で、後者には本人出演のPVを収録したDVDが同梱されている。イントロの歌詞はフルバージョンの最後のフレーズ「絶対なんて〜手の中にある」を使用している。ちなみに、PVに出てくる車はマセラティ・クーペ（スパイダー）とS180系トヨタ・クラウン。
オリコンチャートにおいては、登場週数20週を越え、KOTOKO史上最長のロングヒット曲となった。4thアルバム『イプシロンの方舟』には表題曲である「七転八起☆至上主義!」ではなく、カップリングの「scene」が収録されている。「七転八起☆至上主義!」はその後に発売されたベスト・アルバム『KOTOKO ANIME'S COMPILATION BEST』に収められている。

## 収録曲
1. 七転八起☆至上主義! [4:39]
作詞：KOTOKO／作曲・編曲：C.G mix
  - テレビ東京系テレビアニメ『ハヤテのごとく!』後期オープニングテーマ

曲名同様、歌詞にも「切磋琢磨」や「縦横無尽」などの四字熟語が多数見られる。また、前作に続いて歌詞中に「ハヤテのごとく!」という言葉が含まれている[1]。
因なみに顔文字も含まれている。前作同様、テレビアニメで使用されているものはアニメ仕様のショートバージョンであり、イントロに歌詞がある[2]。
2. scene [4:47]
作詞：KOTOKO／作曲・編曲：高瀬一矢
3. 七転八起☆至上主義!（Instrumental） [4:38]
4. scene（Instrumental） [4:44]

DVD（初回限定盤のみ）
- 「七転八起☆至上主義!」（プロモーションビデオ）

キャスト
- KOTOKO
- 小林正宗
- 藁科祐那
- 千本松喜兵衛（悪役商会）
- 速水竜樹（悪役商会）

プロモーションビデオスタッフ
- 総合プロデューサー：一法師康孝（FUCTORY records／I've）
- プロデューサー：石原裕久(DNA)
- ディレクター：森田一平（SALOON）
- カメラ：鈴木一人
- 照明：米沢滋高
- VE：長谷川将広
- ヘアー&メイク：須賀千尋
- スタイリスト：前田千佳子（MORIS）
- Editor：赤星☆淳哉
- プロダクション：Dance Not Act
- ロケ：朝霧高原
- トータルプロデュース：I've&ジェネオンエンタテインメント

## 収録アルバム
| 曲名               | アルバム                            | 発売日         | 備考               |
| ------------------ | ----------------------------------- | -------------- | ------------------ |
| 七転八起☆至上主義! | 『KOTOKO ANIME'S COMPILATION BEST』 | 2009年12月23日 | 「ベストアルバム」 |